# Серебряков, Иван Григорьевич
Ива́н Григо́рьевич Серебряко́в (7 сентября 1914, с. Чёрная слобода, Тамбовская губерния, Российская империя — 18 апреля 1969, Москва, РСФСР, СССР) — советский ботаник, биоморфолог, эколог, профессор Московского университета, автор двух монографий по экологической морфологии растений.

## Биография
Иван Григорьевич Серебряков родился в селе Чёрная Слобода Шацкого уезда Тамбовской губернии в семье сельского кузнеца.
После завершения учёбы в семилетней школе он поступил в Шацкий педагогический техникум и, окончив его, четыре года работал в школе учителем биологии и химии. Ещё работая в школе, поступил на заочное отделение Московского педагогического института, а в 1935 году стал студентом биологического факультета Московского государственного университета. Иван Григорьевич учился параллельно на двух кафедрах — геоботаники, возглавляемой В. В. Алёхиным, и физиологии растений, которой руководил Д. А. Сабинин. На старших курсах в течение двух полевых сезонов выезжал на Тянь-Шань, где собрал обширный материал по биологии и фитоценологии ели Шренка (Picea schrenkiana Fisch. & C.A.Mey., 1842). Этот материал послужил основой не только для защиты диплома, но позднее и для кандидатской диссертации.
В июне 1941 года И. Г. Серебряков окончил университет и в ноябре этого же года начал работать старшим научным сотрудником Ботанического сада МГУ под непосредственным руководством крупного учёного-морфолога К. И. Мейера. Работая в Ботаническом саду, подготовил кандидатскую диссертацию и защитил её в 1943 году. Одновременно он вёл преподавательскую работу в университете на кафедре геоботаники, а с 1943 года читал спецкурс «Морфология вегетативных органов высших растений». С 1945 года Иван Григорьевич ежегодно выезжал в экспедиции, изучая жизнь растений в различных условиях их местообитания. Он побывал в Казахстане, Хибинах, на Приполярном Урале, Таймыре, в Стрелецкой степи под Курском, в поймах Оки, Северной Двины и Дона, полупустыне Каракум, на Тянь-Шане, в Крыму, на трассе лесозащитных полос Камышин — Сталинград — Черкесск. В 1948 году, после прошедшей августовской сессии ВАСХНИЛ, Ивана Григорьевича и его жену Татьяну Ивановну Серебрякову уволили из Ботанического сада МГУ с клеймом «вейсманистов-морганистов», хотя они не имели никакого отношения к генетике.
После увольнения из Ботанического сада МГУ И. Г. Серебряков работал преподавателем в Московском городском педагогическом институте им. Потёмкина, где вскоре возглавил кафедру ботаники. Одновременно с работой в пединституте он продолжал преподавать и в Московском университете, читая студентам-ботаникам спецкурс «Морфология вегетативных органов высших растений», материал которого послужил основой для монографии (1952) и для докторской диссертации, которую он защитил в 1953 году. Кроме того, он ежегодно вёл полевую практику студентов-геоботаников, а с начала 1950-х годов стал начальником объединённой ботанико-зоологической практики у студентов-биологов второго курса на базе Звенигородской биостанции МГУ.
В 1954 году И. Г. Серебряков в составе делегации СССР принял участие в VIII Международном ботаническом конгрессе в Париже. Он выступил с докладом, а затем побывал на экскурсии в тропиках экваториальной Африки. Эта поездка была чрезвычайно важна для его научных интересов, но вскоре губительно отразилась на здоровье, так как он был давно тяжело болен. Весной 1956 года произошло резкое обострение болезни сердца, сопровождавшееся тяжёлым левосторонним параличом. Вопреки предсказаниям врачей, он сумел частично восстановить подвижность руки и ноги и вернуться к работе — педагогической и научной. В 1962 году Иван Григорьевич завершил работу над монографией «Экологическая морфология растений. Жизненные формы покрытосеменных и хвойных».
После слияния в 1960 году двух педагогических институтов — МГПИ им. Ленина и Московского городского педагогического института им. Потёмкина — заведующим объединённой кафедрой ботаники стал А. А. Уранов, а И. Г. Серебряков занял должность профессора.
Несмотря на постепенно ухудшающееся здоровье, И. Г. Серебряков продолжал читать лекции и руководить аспирантами. В 1963 и 1964 годах он даже выезжал на место работы аспирантов — на Западный Кавказ и в Тянь-Шань.
Осенью 1968 года Иван Григорьевич попытался начать читать лекционный курс, но это уже из-за болезни оказалось невозможным. Скончался И. Г. Серебряков 18 апреля 1969 года в Москве, похоронен на Химкинском кладбище.

## Научная деятельность
Научная деятельность Ивана Грирьевича Серебрякова вывела отечественную ботанику на новый уровень понимания растения как компонента биосферы. Он основал два научных направления: ритмологическое и учение о жизненных формах, получившее впоследствии название «биоморфология». В изучении жизненных форм им впервые применён системный подход и впервые использован структурный анализ растений в изучении жизненного цикла.
Использовав и обобщив предложенные в разное время классификации, И. Г. Серебряков предложил называть жизненной формой своеобразный габитус определённых групп растений, возникающий в результате роста и развития в определённых условиях — как выражение приспособленности к этим условиям. В основу своей классификации И. Г. Серебряков положил признак продолжительности жизни всего растения и его скелетных осей. Он выделил следующие жизненные формы растений:
- А. Древесные растения
  - Деревья
  - Кустарники
  - Кустарнички
- Б. Полудревесные растения
  - Полукустарники
  - Полукустарнички
- В. Наземные травы
  - Поликарпические травы (многолетние травы, цветут много раз)
  - Монокарпические травы (живут несколько лет, цветут один раз и отмирают)
- Г. Водные травы
  - Земноводные травы
  - Плавающие и подводные травы

## Научные труды
- Биология тяньшанской ели и типы её насаждений в Заилийском и Кунгей-Алатау: Автореф. дис… канд. биол. наук. — М., 1943. (Науч. рук. К. И. Мейер)
- Биология тяньшанской ели и типы её насаждений в пределах Заилийского и Кунгей Алатау // Учёные записки МГУ им. М. В. Ломоносова. — Вып. 82. Тр. Ботан. сада, кн. 5. — М.: Издание МГУ, 1945. — С. 103—175.
- О ритме сезонного развития растений подмосковных лесов // Вестн. Моск. ун-та. — 1947. — № 6. — С. 75—108.
- Структура и ритм в жизни цветковых растений. 1 ч. // Бюл. МОИП. Отд. биол. — 1948. — Т. 53. — Вып. 2. — С. 49—66.
- Структура и ритм в жизни цветковых растений. 2 ч. // Бюл. МОИП. Отд. биол. — 1949. — Т. 54. — Вып. 1. — С. 47—62.
- Материалы по фенологии зарастающих вырубок подмосковных лесов // Вестник МГУ. — 1949. — № 6. — С. 159—176.
- Развитие Ивановых побегов у ели // Бюлл. МОИП. — 1950. — Т. 55. — № 6.
- Ритмика сезонного развития и метеорологические условия // Бюлл. МОИП. Отд. биол. — 1951. — Т. 56. — Вып. 2. — С. 63—67.
- О длительности жизни листа и факторах её определяющих. // Учёные записки МГПИ им. В. П. Потёмкина. — Т. XIX. Тр. кафедры ботаники. — 1951. — Вып. 1.
- Материалы к изучению географической изменчивости сеянцев дуба от полупустыни до хвойно-широколиственных лесов // Ботан. журн. — 1952. — Т. 38. — № 6.— С. 749—763.
- Морфология вегетативных органов высших растений. — М.: Сов. наука, 1952. — 392 с.
- Серебряков И. Г., Галицкая Т. М. К биологии сезонного развития болотных растений Подмосковья в связи с условиями их жизни и происхождению / Учёные записки МГПИ им. В. П. Потёмкина. — Т. 19. — Каф. ботаники. Вып. 1. — 1952. — С. 19—47.
- О методах изучения ритма сезонного развития растений в стационарных геоботанических исследованиях // Учёные записки МГПИ им. В. П. Потёмкина. Вопросы биологии растений. — 1954. — Т. 37. — Вып. 2. — С. 3—20.
- Биолого-морфологический и филогенетический анализ жизненных форм покрытосеменных // Учён. зап. МГПИ им. В. П. Потёмкина. — 1954. — Т. 37. — Вып. 2. — С. 21—89.
- Иорданская Н. Н., Серебряков И. Г. О морфогенезе жизненной формы кустарника на примере бересклета бородавчатого — Euonymus verrucosa Scop. // Ботан. журнал. — 1954. — Т. 39. — № 5. — С. 768—773.
- Серебряков И. Г., Доманская Н. П., Родман Л. С. О морфогенезе жизненной формы кустарника на примере орешника // Бюлл. МОИП. — 1954. — Т. 59. — Вып. 2.
- Серебряков И. Г., Чернышёва М. Б. О морфогенезе жизненной формы кустарничка у черники, брусники и некоторых болотных вересковых // Бюлл. МОИП. Отд. биол. — 1955. — № 2.
- К вопросу подсыхания сеянцев дуба в районе Камышина и Сталинграда // Учёные записки МГПИ им. В. П. Потёмкина. — 1955. — Т. 29. — Вып. 3. — С. 67—84.
- Основные направления эволюции жизненных форм у покрытосеменных растений // Бюлл. МОИП. Отд. биол. — 1955. — Т. 60. — Вып. 3. — С. 71—91.
- VIII Международный ботанический конгресс. Экскурсии по Франции и Африке // Бюлл. МОИП. Отд биол. — 1955. — Т. 60. — Вып. 1. — С. 81—96.
- Период покоя у некоторых травянистых и древесных растений Подмосковья // Учёные записки МГПИ им. В. П. Потёмкина. Вопросы биологии растений. — 1959. — Т. 100. — С. 39—51.
- Типы развития побегов у травянистых многолетников и факторы их формирования / Учёные записки МГПИ им. В. П. Потёмкина. Вопросы биологии растений. — 1959. — Т. 100. — Вып 5. — С. 3—38.
- Экологическая морфология растений. Жизненные формы покрытосеменных и хвойных. — М.: Высш. шк., 1962. — 378 с.
- Материалы к флоре долины реки Пясины // Учёные записки МГПИ им. В. П. Потёмкина. — Т. LVII. — 1960. — С. 147—198.
- Жизненные формы высших растений и их изучение // Полевая геоботаника. — 1964. — Т. 3. — С. 146—205.
- Период покоя у некоторых травянистых и древесных растений Подмосковья // Учёные записки МГПИ им. В. П. Потёмкина. — 1964. — Вып. 3.
- Сравнительный анализ некоторых признаков ритма сезонного развития растений различных ботанико-географических зон СССР // Бюлл. МОИП. Отд. биол. − 1964. — Т. 69. — Вып. 5. — С. 62—75.
- Серебряков И. Г., Серебрякова Т. И. О двух типах формирования корневищ у травянистых многолетников // Бюлл. МОИП. Отд. биол. — 1965. — Т. 70. — Вып. 2.
- Соотношение внутренних и внешних факторов в годичном ритме развития растений (К истории вопроса) // Ботан. журнал. — 1966. — Т. 51. — № 7. — С. 923—938.
- Серебряков И. Г., Серебрякова Т. И. Некоторые вопросы эволюции жизненных форм цветковых растений // Ботан. журн. — 1972. — Т. 57. — № 5. — С. 417—433.

## Воспоминания современников
… он, будучи начальником практики на Звенигородской биостанции, прочёл нам, молодым оболтусам, целую лекцию о том, почему нельзя материться все, но в исключительных случаях — можно… — Королев Юрий Борисович